# Starmap Mobile Alliance

Operatori membri dell'alleanza

Starmap Mobile Alliance era un accordo stipulato nel 2004 tra alcuni operatori mobili europei.
Questa alleanza, simile a FreeMove, si prefiggeva di fornire ai propri clienti servizi più convenienti e più semplici in roaming internazionale.

## Operatori membri della Starmap Mobile Alliance
- O2, Regno Unito, Irlanda, Germania, Repubblica Ceca (ex Eurotel)
- ONE, Austria
- Pannon, Ungheria
- Sonofon, Danimarca
- sunrise, Svizzera
- Telenor, Norvegia
- Wind, Italia

L'operatore Amena (Spagna), acquisito da parte della francese Orange, è uscito dall'alleanza nel settembre 2006 per entrare a far parte di FreeMove.
L'alleanza è stata definitivamente chiusa nel 2007.